# Jan Lammers (Leichtathlet)

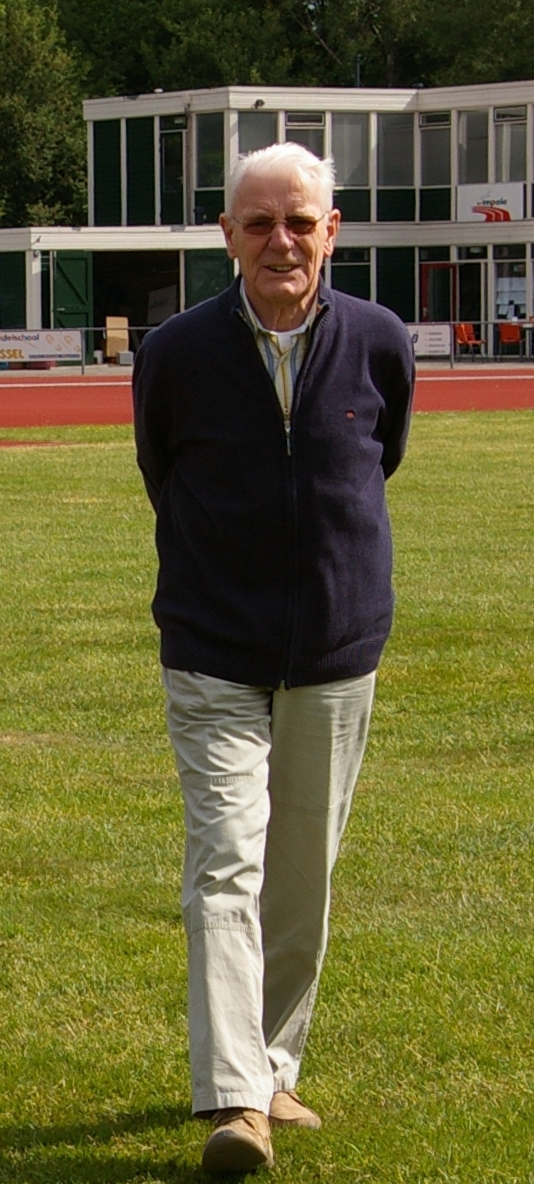
Jan Lammers, 2008

Jan Lammers (* 30. September 1926 in Drachten; † 1. September 2011 ebenda) war ein niederländischer Sprinter.
Bei den Europameisterschaften 1946 in Oslo schied er über 100 Meter im Halbfinale aus und wurde Vierter in der 4-mal-100-Meter-Staffel.
1948 erreichte er bei den Olympischen Spielen in London über 200 Meter das Viertelfinale und wurde Sechster in der 4-mal-100-Meter-Staffel.
Bei den Europameisterschaften 1950 in Brüssel gewann er Bronze über 200 Meter und scheiterte über 100 Meter im Vorlauf.
Zweimal wurde er Niederländischer Meister über 100 Meter (1948, 1950) und einmal über 100 Meter (1950).

## Persönliche Bestzeiten
- 100 m: 10,6 s, 4. September 1948, Brüssel
- 200 m: 21,6 s, 4. September 1948, Brüssel